# Liste der Monuments historiques in Alaincourt (Haute-Saône)
Die Liste der Monuments historiques in Alaincourt führt die Monuments historiques in der französischen Gemeinde Alaincourt auf.

## Liste der Objekte
| Bezeichnung                | Beschreibung                           | Standort                        | Kennzeichnung | Schutzstatus | Datum | Bild |
| -------------------------- | -------------------------------------- | ------------------------------- | ------------- | ------------ | ----- | ---- |
| Tympanon                   | Stein, 15. oder 16. Jahrhundert        | in der Kirche St-Nicolas (Lage) | PM70000017    | Classé       | 1908  |      |
| Skulptur Heiliger Nikolaus | Stein, farbig gefasst, 16. Jahrhundert | in der Kirche St-Nicolas (Lage) | PM70000018    | Classé       | 1962  |      |
| Kommuniontisch             | Schmiedeeisen, 18. Jahrhundert         | in der Kirche St-Nicolas (Lage) | PM70000019    | Classé       | 1974  |      |